# Mușchi (anatomie)

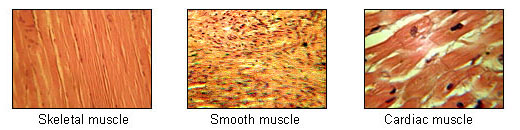
Mușchi striați; Mușchi netezi; Mușchi cardiaci

Mușchiul reprezintă un organ alcătuit dintr-un țesut contractil de culoare roz-roșiatică format din celule musculare ce alcătuiesc corpul mușchiului la capătul căruia se află uneori unul sau mai multe tendoane. Mușchiul are rol în generarea forței animale și a întreținerii locomoției. Mușchii pot fi voluntari (lucreaza sub actiunea sistemului nervos somatic) sau involuntari (care lucrează sub actiunea sistemului nervos vegetativ).
Este alcătuit din unități numite fibre musculare care conțin miofibrile cu rol in contractie
Mușchii se așează unul lângă altul sau se suprapun pe planuri. În interstițiile dintre ei se găsesc fasciile care duc vasele sangvine și nervii. Mușchii profunzi acoperă articulațiile; cei superficiali vin în raport cu pielea prin intermediul fasciei de înveliș a segmentului respectiv. Unii mușchi însoțesc în mod constant anumite vase sangvine, contractând cu ele raporturi precise: sunt mușchi-sateliți ai vaselor respective. Ei au o mare importanță practică, constituind repere prețioase în descoperirea acestora (de exemplu, croitorul este satelitul arterei femurale). Mușchii au un rol plastic însemnat. Corpul lor muscular determină prin volum, așezare și starea de contracție sau de relaxare forma exterioară caracteristică a regiunilor.
Numărul mușchilor este dat diferit în surse, fiind greu de stabilit dacă un fascicul poate fi considerat un mușchi aparte sau aparține altui mușchi. Ar fi aproximativ 650 de mușchi în corpul uman.

## Clasificare
Mușchii pot fi clasificați după mai multe criterii.

### După ultrastructură (după organizarea aparatului contractil)
1. Mușchii striați, care pot fi scheletici (ai aparatului locomotor) sau viscerali (ai tubului digestiv superior);
2. Mușchii netezi, care intră în alcătuirea organelor interne (ex. restul tubului digestiv, intrinsecii globului ocular, piloerectorii ș.a.);
3. Mușchiul cardiac, care reprezintă miocardul inimii (o variantă particulară de mușchi striat).

### După forma corpului
1. Lungi (ex. croitorul);
2. Scurți (ex. interspinoșii);
3. Lați (ex. transversul abdominal);
4. Evantai (lat doar la un capăt) (ex. temporalul);
5. Circulari (ex. orbicularul ochiului);
6. Radiari (ex. diafragma).

### După numărul capetelor de origine
1. Fără nici un capăt de origine (Circulari) (ex. orbicularul gurii);
2. Cu un capăt de origine (Simplu) (ex. coracobrahialul);
3. Cu două capete de origine (Biceps) (ex. bicepsul brahial, iliopsoasul);
4. Cu trei capete de origine (Triceps) (ex. tricepsul sural, pectoralul mic);
5. Cu patru capete de origine (Cvadriceps) (ex. cvadricepsul femural, dințatul postero-inferior);
6. Cu mai multe capete de origine (ex. dințatul anterior).

### După numărul de segmente la corp
1. Monogastrici (ex. brahialul);
2. Digastrici (ex. digastricul suprahioidian);
3. Metamerici (ex. dreptul abdomnial).

### După numărul de articulații în care acționează:
1. Nearticulari (ex. diafragma)
2. Monoarticulari (ex. maseterul);
3. Biarticulari (ex. tricepsul brahial);
4. Poliarticulari (ex. flexorul profund ai degetelor).

### După planul de situare:
1. Superficiali (ex. oblicul extern)
2. Profunzi (ex. oblicul intern).

### După mișcare:
1. Flexori și extensori;
2. Pronatori și supinatori;
3. Adductori și abductori;
4. Opozitori și repozitori;
5. Ridicători și coborâtori;
6. Rotatori.

## Proprietăți
Proprietățile mușchilor sunt:
1. Contractilitatea
2. Conductibilitatea;
3. Troficitatea
4. Elasticitatea;/Extensibilitatea;
5. Excitabilitatea.
6. Tonicitatea
7. Plasticitatea

## Compoziție
Compoziția chimică a mușchilor este de: 75–80 % apă, 20–25 % substanță uscată.
Substanța uscată este de natură organică și anorganică. Materia organică este formată din proteine, contractile (actină, miozină) și necontractile; lipide (fosfolipide), glucide (glicogen), mioglobină și miogen. Materia anorganică, este alcătuită din diferite săruri de potasiu, magneziu și calciu.

## Rol
Mușchii au un rol în mișcare, dau formă corpului, dau stabilitate articulațiilor, produc căldură, mențin poziția corpului printr-o permanentă stare de contracție ușoară numită tonus muscular. După modul de mișcare în raportul dintre membre și corp, mușchii execută mișcări de abducție sau de aducție.

## Structura mușchilor
Mușchii sunt formați din corpul muscular (venter), adică mușchiul propriu-zis, porțiunea principală, contractilă, și din tendoane, prin care forța musculară se transmite oaselor. Anexele mușchilor sunt formațiuni auxiliare ce ajută activitatea musculară.

### Modul de fixare al mușchilor
Un mușchi este liber prin corpul său, dar se fixează prin extremități cu ajutorul a câte un tendon: inserție. 
În cea mai mare parte, inserția se face pe oase determinând creste, proeminențe sau depresiuni pe suprafața lor. Dar ei se pot fixa și pe alte formațiuni: pe piele (mușchi pieloși), pe membrane fibroase (membrane interosoase la antebraț și la gambă), pe porțiuni îngroșate aponevrotic ale fasciilor de înveliș regionale, pe septe intermusculare, chiar și pe tendoane (lombricalii).
Inserția se face întotdeauna prin intermediul unui tendon. Această porțiune tendinoasă, în unele cazuri, poate fi atât de redusă, încât macroscopic nu se recunoaște; în acest caz se vorbește de o inserție "cărnoasă". În majoritatea cazurilor tendonul este bine dezvoltat; el este necontractil și inextensibil, de culoare albă, foarte rezistent, și de structură conjunctivă fibroasă. Cu toate că are altă structură histologică, totuși trebuie considerat împreună cu corpul muscular formând împreună mușchiul. Forma tendonului este variabilă după cea a corpului muscular: cordon cilindric sau cordon turtit pentru mușchii lungi; când mușchiul este lat, tendonul are formă de lamă lărgită și poartă numele de aponevroză (la mușchii lați ai abdomenului). Arcadele tendinoase sunt formațiuni fibroase, dispuse ca niște arcuri între două inserții. Ele determină un orificiu care de obicei servește pentru trecerea vaselor. Dintre cele două capete de fixare ale mușchiului, unul este considerat, convențional, ca origine (origo), iar celălalt ce inserție terminală (insertio). Originea este așezată proximal, iar inserția terminală - distal.

## Alcătuire
Sistemul muscular este alcătuit din totalitatea mușchilor corpului uman și reprezintă partea activă a sistemului locomotor. Acesta este alcătuit din totalitatea mușchilor scheletici (striați) ai organismului, aceștia având ca unitate structurală fundamentală o celulă musculară de formă alungită, care poartă numele de fibră musculară.
Mușchii nefolosiți se atrofiază cu timpul (își reduc din volum). În corpul uman se găsesc aproximativ 500 de mușchi scheletici.
Mușchii corpului uman sunt:
1. Ai feței (mimicii și masticatori)
2. Ai gâtului (sternocleidomastoidian și pieliosul gâtului)
3. Ai umărului(deltoid)
4. Ai spatelui (trapez și marele dorsal)
5. Ai toracelui -anterior- (pectoral mare, dințat mare, intercostali, diafragma)
6. Ai abdomenului -anterior- (drept abdominal, oblic extern)
7. Ai brațului (triceps și biceps)
8. Ai antebrațului
9. Ai mâinii
10. Ai bazinului (fesieri)
11. Ai coapsei (croitor, aductor, cvadriceps femural)
12. Ai gambei (gemeni ce se prind de călcâi prin tendonul lui Ahile)

Din punct de vedere histologic o celulă musculară este formată din:
| Celula musculară         | Alte celule           |
| Sarcoplasmă              | Citoplasmă            |
| Reticulul sarcoplasmatic | Reticul endoplasmatic |
| Sarcozom                 | Mitocondrie           |
| Sarcolemă                | Membrană celulară     |